# تپه آقایی
تپه آقایی مربوط به دوره ساسانیان - سده‌های اولیه و میانه دوران‌های تاریخی پس از اسلام است و در شهرستان گیلانغرب، بخش مرکزی، دهستان دیره، ۹۱۰ متری شمال شرقی روستای نسار دیره واقع شده و این اثر در تاریخ ۲۶ اسفند ۱۳۸۷ با شمارهٔ ثبت ۲۵۶۷۱ به‌عنوان یکی از آثار ملی ایران به ثبت رسیده است.